# Hydrobryum floribundum
Hydrobryum floribundum là một loài thực vật có hoa trong họ Podostemaceae. Loài này được Koidz. mô tả khoa học đầu tiên năm 1929.